# Archiv Českého rozhlasu
Archiv Českého rozhlasu je specializovaný archiv, jeden z největších zvukových archivů ve střední Evropě a nejrozsáhlejší útvar Českého rozhlasu. V depozitářích tři patra pod zemí je uloženo na 80 tisíc hodin zvukových záznamů a 25 milionů stran písemných materiálů. Archiv podporuje rozhlasový program, uchovává kulturní dědictví českého národa a zpřístupňuje ho veřejnosti.

## Status
Archiv ČRo je součástí odboru Archivní a programové fondy Českého rozhlasu. Má status specializovaného veřejného archivu, akreditace mu byla udělena Ministerstvem vnitra ČR ke dni 5. září 2007.

## Činnost
Archiv dokumentuje celou historii Československého a Českého rozhlasu po stránce programové i právní. Soustřeďuje, ukládá, zpracovává a zpřístupňuje různé typy historických i soudobých médií, zvukové záznamy, fotografie, scénáře, osobní fondy, správní materiál, písemnosti programově provozního charakteru, technickou dokumentaci, korespondenci a knihy.

## Cenná archiválie
Nejcennější soubor dokumentů se váže k Pražskému povstání, byl prohlášen za archivní kulturní památku.
Nejstarší zvukový záznam pochází z roku 1888, jde o pozdrav lorda Sullivana vynálezci T. A. Edisonovi.
Archiv obsahuje nahrávky hlasů všech československých a českých prezidentů i řady dalších dějinných osobností a současníků. Dokumentuje přelomové události, zaznamenává mluvené slovo i hudbu. Celková stopáž uložených záznamů činí 25 let.
Mezi listinnými a předmětnými fondy vynikají: fond českého válečného vysílání BBC, fond věnovaný bojovníkům o rozhlas, sbírka medailí a ocenění společnosti Radiojournal, rukopisy slavných spisovatelů (např. K. Čapek, Vl. Holan) i hudebních skladatelů (např. B. Martinů, L. Janáček, J. Suk).

## Struktura Archivních a programových fondů

### Archiv
- Badatelna – otevřena pro veřejnost
- Gramoarchiv – přes 150 tisíc gramodesek a CD

### Fonotéka
Více než 136 tisíc zvukových snímků (hudební a slovesné nahrávky) na analogových a digitálních nosičích.

### Hlavní katalog
Shromažďuje informace o hudebních snímcích rozhlasové i mimorozhlasové provenience. Kartotéka obsahuje přes milion evidenčních lístků. 

### Knihovna
Její fond čítá téměř 70 000 svazků (desítky vědních oborů). Otevřena pro veřejnost.

## Spolupráce s veřejností
Archiv ČRo spolupracuje s řadou veřejných institucí – univerzitami, akademickými pracovišti, archivy, médii, knihovnami, vydavatelstvími.
Projekty: Paměť národa, Virtuální národní fonotéka, Paměť světa pod gescí České sekce UNESCO, NAKI (přepis mluveného slova do textu), PIQL (archivace na filmový pás)

## Spolupráce s rozhlasem
- Internetový stream Rádio Retro
- Rozhlasové projekty: Příběh rozhlasu,[3] Znovu 89[4], Hrdina.cz[5], Rozhlasová historie 1923-2013 (CD)
- Knihy zaměstnanců: Jsme s vámi, buďte s námi!, Od totality k demokracii, Normalizace v Československém rozhlase, Československý rozhlas na cestě k demokracii
- Spolupráce na knihách: Od mikrofonu k posluchačům[6], 99 významných tvůrců rozhlasových dokumentů, 99 významných uměleckých osobností rozhlasu
- Publikace redaktorů v časopisech: Svět rozhlasu,[7] Týdeník rozhlas
- Rozhlasové pořady s poklady Archivu: 3 x 60, a to v pohodě; Fonogramy; Archiv Plus;
- Autorská tvorba na webu Archiv rozhlasu[8]

## Dějiny
Československý rozhlas začal soustřeďovat písemnosti programové povahy na přelomu let 1927-1928. Nejprve byl vytvořen tzv. literární archiv, který pečoval o písemnosti společnosti Radiojournal (předchůdce Československého rozhlasu). Dále byl budován zvukový archiv s cílem zachovat kvalitní nahrávky pro pozdější reprízy. Oddělení byla sloučena v roce 1954, kdy vznikl Ústřední archiv Československého rozhlasu. Od roku 1959 se archivní pracoviště soustřeďovala v zámku v Přerově nad Labem. V souvislosti s federalizací Československa vzniká nově v roce 1971 Archiv Československého rozhlasu v Bratislavě. Ke vzniku současných Archivních a programových fondů vedla potřeba jednotného vedení všech oddělení podporujících rozhlasový program. Celý archiv přesídlil do Studiového domu ČRo (Římská 13, Praha 2) v roce 2000.

## Digitalizace
Od konce roku 2003 digitalizuje Archiv ČRo písemnosti i zvukové a obrazové dokumenty. Digitalizované kopie se ukládají spolu s popisnými informacemi ve speciálním rozhlasovém systému AIS (Automatizovaný informační systém). Od téhož roku ukládá rozhlas kompletní vysílání svých stanic.